# Президентские выборы в Эквадоре (1948)
Президентские выборы в Эквадоре проходили 6 июня 1948 года. Впервые выборы находились под контролем Высшего избирательного трибунала. В результате победу одержал кандидат Национального демократического гражданского движения Гало Пласа Лассо, инаугурация которого прошла 1 сентября 1948 года.

## Предвыборная обстановка
Выборы 1948 года впервые возглавило новое государственное образование — Верховный избирательный трибунал Эквадора, автономный от министерства правительства. Они стали первыми выборами, на которых были представлены избиравшиеся независимо друг от друга президентские биномы: пары кандидатов на посты президента и вице-президента, в рамках системы политических партий, которые должны были соответствовать требованиям для регистрации и, таким образом, иметь право выдвигать кандидатов на различных выборах. Кроме этого, в выборах могли участвовать независимые кандидаты, поддерживаемые коалицией.

## Избирательная кампания
В соответствии с Конституцией 1946 года президент и вице-президент избрались на одних и тех же выборах.
Кандидатами были: 
- председатель Верховного суда Мануэль Элисио Флор Торрес на пост президента и бывший министр иностранных дел Мануэль Сотомайор-и-Луна на пост вице-президента от Консервативной партии;
- бывший министр обороны Гало Плаза Лассо, сын бывшего президента Леонидаса Плаза Гутьерреса, вместе с известным врачом и политиком из Гуаякиля Абелем Гилбертом от Национального демократического гражданского движения, первого политического движения в истории страны, поддерживаемого независимыми либералами и консерваторами;
- генерал Альберто Энрикес Галло, бывший диктатор нации вместе с бывшим министром правительства Карлосом Куэва Тамарисом от альянса Эквадорской радикальной либеральной и Эквадорской социалистической партий.

## Результаты
Пласа одержал победу, набрав 115 708 голосов. Флор получил 112 356 голосов, а Энрикес Галло — 53 649 голосов. Гало Пласа Лассо стал президентом, вступив в должность 1 сентября 1948 года, а Мануэль Сотомайор-и-Луна от Консервативной партии стал вице-президентом.
| Кандидат                             | Партия                                                                           | Голоса  | %    |
| ------------------------------------ | -------------------------------------------------------------------------------- | ------- | ---- |
| Гало Пласа Лассо                     | Национальное демократическое гражданское движение                                | 115 708 | 41,1 |
| Мануэль Флор Торрес                  | Эквадорская консервативная партия                                                | 112 356 | 39,9 |
| Камило Понсе Энрикес                 | Эквадорская радикальная либеральная партия — Эквадорская социалистическая партия | 53 649  | 19,0 |
| Всего                                | Всего                                                                            | 281 713 | 100  |
| Зарегистрированных избирателей/ Явка | Зарегистрированных избирателей/ Явка                                             | 455 524 |      |
| Источник: Nohlen                     |                                                                                  |         |      |